# Megaleporinus gaiero
Megaleporinus gaiero — вид харациноподібних риб родини аностомових (Anostomidae). Описаний у 2020 році.

## Поширення
Ендемік Бразилії. Мешкає в узбережних річках у муніципалітеті Ріо-де-Контас у штаті Баїя.

## Етимологія
Назва виду gaiero походить з бразильського слова «galho», що означає «гілки дерева», оскільки ці риби ховаються під затопленими стовбурами дерев.

## Опис
Виростає до 32,3 см. Вид є унікальним серед Anostomidae, оскільки має дві ексклюзивні особливості: неправильну темну поздовжню смугу від супраклеїтрума до другої середньої латеральної плями та частково закрите переднє черепне джерельце. Крім того, новий вид діагностується за трьома передщелепними зубами, трьома сошниковими зубами, 37 або 38 лусками на бічній лінії, 16 рядами лусок навколо хвостового стебла, трьома темними середньобічними плямами на тілі та червоними плавцями в живому стані.